# 東長崎
東長崎（ひがしながさき）は、長崎県長崎市の地域である。旧西彼杵郡東長崎町。
東長崎地区(27町丁)の人口は24,946人（2015年現在）。

## 概要
長崎市東部の橘湾に面した地域である。
1963年（昭和38年）4月20日に旧西彼杵郡東長崎町が編入合併されたことにより、長崎市の市域に含まれることになった。
中心部から日見峠を越えた向こう側にあるため、この地区だけで独自に長崎東郵便局などの公共施設が立地している。
中心部へのベッドタウンとしての発展がめざましく、住宅団地などの造成が活発である。
隣接する日見地区との結びつきが強く、行政上は別地区であるものの、日見を含んで「東長崎」地区とみなす市民も多い。
また、若い世代を中心に、「ひがなが」と略称することがある。

## 沿革
- 1955年2月11日 -西彼杵郡矢上村・北高来郡古賀村・同郡戸石村の3村が新設合併し町制施行、西彼杵郡東長崎町が発足。
- 1963年4月20日 -長崎市に編入され、各名は市の行政区に継承される。
- 1971年 -各名が廃止され、町を設置。

東長崎地区各町の沿革については以下に記載する。

## 町
1963年の長崎市編入以降、1971年までは13名をそのまま（ただし木場名のみ船石名に改称）用い、同年、町名設置を実施した。以下、特記のないものは1971年に発足した町である。
| 1889年                   | 1955年→1963年           | 1971年         | 1984年～2004年               | 現在                   |
| ------------------------ | ----------------------- | -------------- | ---------------------------- | ---------------------- |
| 矢上村現川名             | 東長崎町→長崎市現川名   | 長崎市現川町   | 長崎市現川町                 | 現川町                 |
| 矢上村町名（まちみょう） | 東長崎町→長崎市町名     | 長崎市矢上町   | 長崎市矢上町                 | 矢上町                 |
| 矢上村東名               | 東長崎町→長崎市東名     | 長崎市東町     | 東町                         | 東町                   |
| 矢上村東名               | 東長崎町→長崎市東名     | 長崎市東町     | かき道1丁目～4丁目(1984※)    | かき道1丁目～6丁目     |
| 矢上村田中名             | 東長崎町→長崎市田中名   | 長崎市田中町   | 田中町                       | 田中町                 |
| 矢上村田中名             | 東長崎町→長崎市田中名   | 長崎市田中町   | 高城台1丁目・2丁目(2004)     | 高城台1丁目・2丁目     |
| 矢上村平間名             | 東長崎町→長崎市平間名   | 長崎市平間町   | 高城台1丁目・2丁目(2004)     | 高城台1丁目・2丁目     |
| 矢上村平間名             | 東長崎町→長崎市平間名   | 長崎市平間町   | 平間町                       | 平間町                 |
| 矢上村平間名             | 東長崎町→長崎市平間名   | 長崎市平間町   | 鶴の尾町(1984)               | 鶴の尾町               |
| 古賀村松原名             | 東長崎町→長崎市松原名   | 長崎市松原町   | 鶴の尾町(1984)               | 鶴の尾町               |
| 古賀村松原名             | 東長崎町→長崎市松原名   | 長崎市松原町   | 松原町                       | 松原町                 |
| 古賀村向名               | 東長崎町→長崎市向名     | 長崎市古賀町   | 古賀町                       | 古賀町                 |
| 古賀村向名               | 東長崎町→長崎市向名     | 長崎市古賀町   | つつじが丘1丁目～5丁目(1994) | つつじが丘1丁目～5丁目 |
| 古賀村中里名             | 東長崎町→長崎市中里名   | 長崎市中里町   | つつじが丘1丁目～5丁目(1994) | つつじが丘1丁目～5丁目 |
| 古賀村中里名             | 東長崎町→長崎市中里名   | 長崎市中里町   | 中里町                       | 中里町                 |
| 古賀村木場名             | 東長崎町→長崎市船石名   | 長崎市船石町   | 長崎市船石町                 | 船石町                 |
| 戸石村川内名             | 東長崎町→長崎市川内名   | 長崎市川内町   | 長崎市川内町                 | 川内町                 |
| 戸石村上戸石名           | 東長崎町→長崎市上戸石名 | 長崎市上戸石町 | 長崎市上戸石町               | 上戸石町               |
| 戸石村里名               | 東長崎町→長崎市里名     | 長崎市戸石町   | 長崎市戸石町                 | 戸石町                 |
| 戸石村牧島名             | 東長崎町→長崎市牧島名   | 長崎市牧島町   | 長崎市牧島町                 | 牧島町                 |

※かき道は1989年に5丁目・6丁目を新設。

### 現在の町
現川町（うつつがわ）
現川川流域で、山間部。JR長崎本線現川駅、高城台小学校現川分校がある。現川焼窯跡がある。現川駅は山間部ながら当地区の住民が多数利用するため、県営バスが頻繁に運行されている。
上戸石町（かみといし）
山間部の農業地域。国道251号沿いに、パークタウンたちばな団地が造成されている。
川内町（かわうち）
山間部の農業地域。
古賀町（こが）
国道34号沿いの地区は、八郎川流域の平坦地で、松原町とともに古賀地区の中心をなす。北部は正念川流域の山間部・正念集落である。東長崎支所古賀地区事務所がある。
田中町（たなか）
田の浦・中尾の2地区からなる。田の浦は八郎川河口にあり、都市化が進んでいる。東長崎警察署、中央卸売市場がある。中尾は山間部の農業地域である。田の浦と中尾の中間に、卸団地がある。
戸石町（といし）
戸石地区の中心部。海岸部の漁師町から山間部まで、南北で異なった様相である。東長崎支所戸石地区事務所がある。西部には長崎東公園、住宅団地・ガーデンシティ東長崎がある。北部の山間部には戸石小学校がある。
中里町（なかざと）
国道34号沿いに住宅地が広がる。それ以外は山間部の農業地域。諫早市多良見町市布にまたがり長崎自動車道長崎多良見インターチェンジがある。
東町（ひがし）
矢上町とは八郎川を挟んで対岸の左岸にある。川沿いに住宅が集中し、山間部には彩が丘ニュータウンも造成された。南東部の国道251号旧道沿いは侍石（さぶらし）集落。
平間町（ひらま）
平野・間の瀬の2地区からなる(ただし、平野という呼称は現在あまり用いられず、平野地区を指して平間町ということが多い)。平野は矢上町から続く平坦な住宅地で、間の瀬は山間部の農業地域である。間の瀬には長崎バイパス間ノ瀬インターチェンジがあり、平野と間の瀬の中間に、県史跡・滝の観音がある。長崎県営バス東長崎営業所がある。
船石町（ふないし）
1971年の町名設置までは船石名を名乗った。既に、木場名という地区が存在したためである(旧茂木町、現・早坂町）。山間部の農業地域。
牧島町（まきしま）
牧島1島で1町をなす。国の史跡である曲崎古墳群が所在。農業・漁業を営む。戸石町と牧戸橋で結ばれている。1分間の深イイ話で紹介され話題になった鯵茶漬けの徳信はこの島にある。
松原町（まつばら）
国道34号沿いの地区は、古賀町とともに古賀地区の中心をなす。それ以外は山間部の農業地域である。古賀小学校、JR長崎本線肥前古賀駅がある。
矢上町（やがみ）
53街区。東長崎・矢上地区の中心部。官公庁や住宅街、商店街が集中する。矢上町・馬場(おおよそ46街区以降)の2地区に分かれる。市役所東長崎支所、矢上小学校、東長崎中学校がある。
かき道1丁目～6丁目（かきどう）
1丁目から順に、40,62,31,61,16,8街区。1丁目は八郎川左岸河口部で、町名の由来となった蛎道の旧来の集落。長崎東郵便局がある、2～5丁目までは矢上団地があり、巨大住宅地となっている。橘小学校・橘中学校がある。6丁目は海岸部にあり、矢上団地から見ると崖下に位置する。
鶴の尾町（つるのお）
31街区。鶴の尾団地を占める。
つつじが丘1丁目～5丁目（つつじがおか）
1丁目から順に、21,17,12,20,10街区。つつじが丘団地を占める。
高城台1丁目・2丁目（たかしろだい）
1丁目は32、2丁目は24街区。住宅団地・オナーズヒル長崎新山手を占めている。高城台小学校がある。

## 交通

### 鉄道・バス
- 九州旅客鉄道（JR九州）長崎本線　「肥前古賀駅」 - 「現川駅」
- 長崎県交通局（長崎県営バス）
- 長崎市コミュニティバス東部線（長崎県交通局の車両・乗務員により運行）

### 道路
- 国道34号
- 国道57号（国道34号と重複）
- 国道251号
- 長崎県道45号東長崎長与線
- 矢上大橋
- 長崎街道

## 施設

### 公共
- 長崎市役所東総合事務所　東長崎地域センター（旧・東長崎支所）
  - 戸石地区事務所
  - 古賀地区事務所
- 長崎市中央卸売市場
- 長崎市東部下水処理場
- 長崎運輸支局
- 長崎県警察 長崎警察署 矢上交番（旧・東長崎警察署）・橘交番（旧・矢上団地交番）・古賀町交番

### 教育機関
中学校
- 長崎市立東長崎中学校
- 長崎市立橘中学校

小学校
- 長崎市立矢上小学校
- 長崎市立古賀小学校
- 長崎市立戸石小学校
- 長崎市立橘小学校
- 長崎市立高城台小学校
  - 現川分校

### 商業
- イオン東長崎ショッピングセンター（もとジャスコ東長崎店）
- 生活協同組合ララコープLaLa矢上
- 洋服の青山東長崎店
- まるたか生鮮市場東長崎店
- ナフコ東長崎店
- エレナ矢上店
- マルキョウ東長崎店
- コスモス矢上店
- ドラッグストアモリ中里つつじヶ丘店

### 金融機関等
- 十八親和銀行東長崎支店
- 十八親和銀行東長崎中央支店
- 長崎西彼農業協同組合東長崎支店
- 長崎東郵便局
- 長崎卸団地簡易郵便局
- 長崎戸石郵便局
- 長崎矢上団地郵便局

### 住宅団地
- パークタウンたちばな団地（上戸石町）
- ガーデンシティ東長崎（戸石町）
- 彩が丘ニュータウン（東町）
- 矢上団地（かき道）
- 鶴の尾団地（鶴の尾町）
- つつじが丘団地（つつじが丘1丁目～5丁目）
- オナーズヒル長崎新山手（高城台1丁目・2丁目）

### その他
- 東望山公園
- 長崎東公園
- 長崎自動車学校

## 名所・旧跡
- 矢上八幡神社
- 滝の観音[1]
- 曲崎古墳群[2]